# Урожайный (Советский район)
Урожайный — село в Советском районе Саратовской области, в составе сельского поселения Розовское муниципальное образование.
Население - 2 (2010)

## Физико-географическая характеристика
Село находится в Низком Заволжье, в пределах Сыртовой равнины, относящейся к Восточно-Европейской равнине, на высоте около 75 метров над уровнем моря. Ландшафт местности суббореальный умеренно континентальный, сухостепной, лёссовый аккумулятивный. Для данной местности характерны равнины преимущественно плоские, с балками, короткой сетью оврагов, с западинами, с сельскохозяйственными землями. Почвы тёмно-каштановые.
По автомобильным дорогам расстояние до административного центра сельского поселения села Розовое составляет 14 км, до районного центра посёлка городского типа Степное - 35 км, до города Энгельс - 81 км, до областного центра города Саратова - 89 км. До ближайшей железнодорожной станции Золотая степь Саратовского региона Приволжской железной дороги - 19 км.
Часовой пояс
Урожайный, как и вся Саратовская область, находится в часовой зоне МСК+1. Смещение применяемого времени относительно UTC составляет +4:00.

## Население
Динамика численности населения по годам:
| Годы      | 1987 | 2002 |
| --------- | ---- | ---- |
| Население | ≈10  | 5    |

| 2002 | 2010 |
| ---- | ---- |
| 5    | ↘2   |

Национальный состав
Согласно результатам переписи 2002 года 100 % населения села составляли казахи.